# Municipio de Jackson (condado de DeKalb)
El municipio de Jackson (en inglés: Jackson Township) es un municipio ubicado en el condado de DeKalb en el estado estadounidense de Indiana. En el año 2010 tenía una población de 3064 habitantes y una densidad poblacional de 33,24 personas por km².

## Geografía
El municipio de Jackson se encuentra ubicado en las coordenadas 41°18′28″N 85°1′2″O / 41.30778, -85.01722. Según la Oficina del Censo de los Estados Unidos, el municipio tiene una superficie total de 92.18 km², de la cual 91,69 km² corresponden a tierra firme y (0,53 %) 0,49 km² es agua.

## Demografía
Según el censo de 2010, había 3064 personas residiendo en el municipio de Jackson. La densidad de población era de 33,24 hab./km². De los 3064 habitantes, el municipio de Jackson estaba compuesto por el 97,88 % blancos, el 0,1 % eran afroamericanos, el 0,07 % eran amerindios, el 0,55 % eran asiáticos, el 0,49 % eran de otras razas y el 0,91 % eran de una mezcla de razas. Del total de la población el 1,83 % eran hispanos o latinos de cualquier raza.